# Szastarka
Szastarka – wieś w Polsce, położona w województwie lubelskim, w powiecie kraśnickim, w gminie Szastarka.
Należała do dóbr ordynacji Zamoyskich.
W latach 1975–1998 miejscowość administracyjnie należała do województwa tarnobrzeskiego. W miejscowości znajduje się stacja kolejowa na linii Kraśnik – Stalowa Wola Rozwadów. Przed II wojną światową istniało tu polskie lotnisko, przechowywano tu paliwa, oleje itp. Lotnisko zostało spalone aby nie dostało się w ręce Niemców.
14 września 1942 roku oddział Gwardii Ludowej im. Tadeusza Kościuszki (dowódca - Grzegorz Korczyński) dokonał ataku na stację kolejową niszcząc urządzenia stacyjne i rozbrajając policjanta.
Miejscowość jest siedzibą gminy Szastarka. Według Narodowego Spisu Powszechnego (III 2011 r.) wieś liczyła 934  mieszkańców. 